# Opposite Sex
Opposite Sex è una serie televisiva statunitense del genere adolescenziale, che narra la vicenda di Jed Perry (Milo Ventimiglia) e di altri due ragazzi che si trovano insieme con lui a frequentare una scuola tutta femminile che ha accettato loro come primi allievi maschi.
La serie fu trasmessa dalla Fox nell'estate del 2000 negli Stati Uniti ma ebbe vita breve e fu interrotta dopo soli 8 episodi. In Italia non è stata mai trasmessa ma lo è stata in Giappone.
All'inizio Jed ha grosse difficoltà a trovare un proprio ruolo e a integrarsi nella nuova scuola, infatti da principio legherà solo con gli altri due allievi maschi, Cary (Chris Evans) e Phil (Kyle Howard).
La storia è costruita quasi interamente intorno al personaggio di Jed e al classico triangolo da commedia con due ragazze che presentano un carattere del tutto opposto. La prima, Miranda Mills (interpretata da Margot Finley) è uno spirito libero; la seconda Kate (Allison Mack) invece è la classica ragazza per bene.